# 日本の原爆文学
『日本の原爆文学』（にほんのげんばくぶんがく）は1983年7月に刊行された、日本語で書かれた原爆被爆に関する小説、戯曲、詩歌、手記、記録、評論、エッセイの叢書である。全15巻。
「核戦争の危機を訴える文学者の声明」署名者（以下、反核文学者の会）による活動として企画され、ほるぷ出版からセットにて全巻同時に刊行された。

## 全15巻の構成

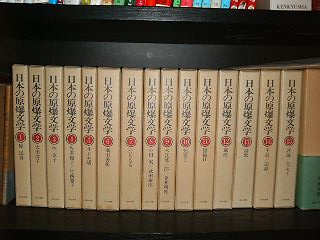
全巻の姿

- 第1巻「原民喜」
- 第2巻「大田洋子」
- 第3巻「林京子」
- 第4巻「佐多稲子・竹西寛子」
- 第5巻「井上光晴」
- 第6巻「堀田善衛」
- 第7巻「いいだもも」
- 第8巻「小田実・武田泰淳」
- 第9巻「大江健三郎・金井利博」
- 第10巻「短篇I」
- 第11巻「短篇II」
- 第12巻「戯曲」
- 第13巻「詩歌」
- 第14巻「手記・記録」
- 第15巻「評論・エッセイ」

## 企画始動から刊行まで

### 企画の持ち込み
1982年（昭和57年）、反核文学者の会世話人メンバーは原爆文学の集大成を、1983年の原爆忌および「アジア文学者ヒロシマ会議」（同7月27～31日）までに刊行する企画をたてた。だが企画を持ち込まれた大手出版社、中堅出版社はことごとく断った。原爆文学およびそれに関する書籍はごく一部の作品を除いて赤字になることは当時の出版界の常識であり、これほどの大部なアンソロジーはまったく検討の外だった。世話人メンバーも出版社を危機に陥れかねないことを知り、実現は閉ざされたかに見えた。
そのとき世話人メンバーはほるぷ（HOLP。Home Library Promotionの略。1964-1999年）の存在を聞き及んだ。ほるぷの前身は東京都内の中森書店から出発した書籍の直販割賦販売会社、図書月販（1964-99年）である。最盛時は全国で3000名近い販売スタッフを抱え、平凡社の「世界大百科事典」や数々の絵本をはじめ出版各社が売り悩んでいた良書をセットに組み割賦販売にのせて次々とヒットに導き、多くの出版社を支えつつ成長した。なかでも出版界がこぞって無謀と評した（財）日本近代文学館の「名著複刻シリーズ」事業（近代文学初版本の完全復元と普及の両立）を、ほるぷ出版や東京連合印刷を設立して、印刷による正確な再現に必要な高精度の製版撮影技術と製紙・印刷・製本にわたる復元技術を確立して大成功に導き、日本近代文学館の財団法人としての運営基金形成に大きく貢献していた。
1982年9月、世話人メンバーの代表（大江健三郎、小田実、伊藤成彦）はほるぷのオーナー社長中森蒔人（まきと。1923年-2004年）に面会した。中森蒔人は同月ほるぷ出版の社長にも就任していた。当時のほるぷ出版は社員約60名、年商60数億円の中堅出版社に育ち、数多くの海外秀作絵本の翻訳や児童書、単行本を刊行する一方、他社が二の足を踏む良書のセット企画、野心的な試みをほるぷの販売網にていくつかヒットさせていた。
中森は日本共産党党員であり、社員や販売スタッフにも一部その思想傾向があった。ほるぷの顧客には教職員の割合も多く、反核・反戦・平和・反差別に関心ある人々が一定存在し、多くのセット商品の中には教育に関するもののほか、『はだしのゲン』で著名な中沢啓治、陸軍二等兵として戦争を体験した水木しげる等による「ほるぷ平和漫画シリーズ」などの反核・反戦ものもあった。だが家庭への書籍セット販売の陰りが一段と明確になった当時、 原爆文学に関する大部な企画の重圧は相当だった。

### 企画受諾、作業の開始
- 1982年9月20日夜 - 中森蒔人新社長と歴史編集チームとの食事会があり、中森は持ち込まれた困難な企画を初めて話題にして社員に意見を求めた。ほるぷオーナーの中森蒔人によるグループ内の労務政策から、思想的に自由な雰囲気を保持していたほるぷ出版労組と社の緊張は以前から絶えず、その夜も一部組合員は同席を拒んだ。だが中森蒔人の話に社員は大きな関心を示した。世話人メンバーの名がベ平連の活動で知られた文学者であることも一因だった。
- 10月13日 - 中森は来社した大江健三郎に企画受諾の決意を伝えた。全集担当チームは歴史編集チーム内で編成されることになった。
- 10月21日 - 収録作品選定作業の中心となる長岡弘芳、黒古一夫と全集担当チームとで第1回編集会議。
- 10月25日 - 反核文学者の会世話人グループはほるぷ出版からの全集刊行を正式に決議した。
- 11月9日 - 第2回編集会議。伊藤成彦を中心に以下を確認した。

1. 全16巻（予定）を広島・長崎の原爆忌前に全巻刊行。
2. 著者・著作権者へ収録の願い状を用意できしだい発送。
3. 版権交渉は慎重を期す。
4. 印税は定価の5％程度とし、最初の依頼状には記載せず、後日、反核文学者の会から説明書を送り納得を得る。
5. 売上より「アジア文学者ヒロシマ会議」への援助を希望。
6. 原稿収集にあたる編集世話人に編集経費を検討。
7. 手のかからない小説類の元原稿を来週までに収集し作業を先行させる。
8. ほるぷ出版の定価6万円、採算ライン3000セットの仮決定を了承。

### 当初は16巻の計画
当初16巻の案は以下のとおりだった。（◆印の作家はのちに収録からはずれた。）
- 第1巻「原民喜」
- 第2巻「大田洋子」
- 第3巻「◆井伏鱒二（『黒い雨』『かきつばた』）」
- 第4巻「佐多稲子」
- 第5巻「井上光晴・◆後藤みな子（『刻を曳く』『三本の釘の重さ』『炭塵のふる町』）」
- 第6巻「◆阿川弘之（『魔の遺産』『八月六日』『年々歳々』）・竹西寛子」
- 第7巻「林京子」
- 第8巻「堀田善衛」
- 第9巻「大江健三郎」
- 第10巻「小田実・武田泰淳」
- 第11巻「短篇I」
- 第12巻「短篇II」
- 第13巻「戯曲」
- 第14巻「詩歌」
- 第15巻「手記・記録」
- 第16巻「評論・エッセイ」

独立巻で検討 ◆渡辺広士（『終末伝説』）
- 11月16日 - 第3回編集会議。小田実、小中陽太郎が会議初参加。個人集、「戯曲」、「短編I」の収録作品がほぼ固まる。題名は「集成 日本の原爆文学」と仮決定。推薦人、各巻の解説者候補を決定。編集委員会形式でなく編集世話人とすることも決定された。

### 編集世話人の全面的な協力
確定した編集世話人 - 中野孝次、小田実、伊藤成彦、小中陽太郎、大江健三郎、長岡弘芳、黒古一夫、栗原貞子、岩崎清一郎、山田かん、鎌田定夫。
編集世話人はこの企画でほるぷグループを危機に陥れないため以下の全面的な協力を決めた。
1. 採算点を下げるため印税は著名作家（最高は15％）から市井の人々まで定価の一律5％とし、同2％相当額を「アジア文学者ヒロシマ会議」の運営に援助する。
2. 版権を持つ出版社との交渉が困難な場合、編集世話人が無償応諾を説得する。
3. 経費節減のため編集世話人への謝礼をゼロとし、広島・長崎の編集世話人を含めて手弁当で作業する。（実際には原稿収集の経費の一部が数名に支払われた。）
4. 販売促進に協力する。

### 著者・著作権者への交渉
- 1982年11月29日（月） - 収録候補作品の著者・著作権者へ収録の願い状を反核文学者の会とほるぷ出版の連名で発送開始。
- 11月30日 - 井上光晴より電話、「基本的に承諾するが、判断のため全集の全体像を知りたい。自分一人で1巻にしてほしい。自分としては『手の家』のほうが望ましい（どの作品の替わりかは記録が無い）」。

武田百合子（武田泰淳著作権者）より電話、著作権料の説明を求められる。直後に承諾。
小山喜久子（「戯曲」収録の小山祐士著作権者）より承諾の電話、「本人は6月10日、民芸の公演中に死去した。収録してもらえて有り難い」。
- 12月1日 - 田中小実昌（『浪曲師朝日丸の話』が「短篇」収録候補）より断りの電話、「反核のために書いた訳でもなく、そのようなものに加わる作品とは思えない」。

阿川弘之より断りの電話。「反核アピールのグループが刊行するなら大反対。私は小林秀雄と同じ意見。私なりに反核の立場を表していく。グループに関係なくほるぷ出版独自で編集・刊行するなら承諾する」。これに対し伊藤成彦は「断られたなら諦める。尾崎一雄さんを担ぎ出すことはしない」と了承した。
「短篇I」収録の中本たか子より書状、承諾。
同日、急遽企画の概要と収録作品の一覧（予定）を一斉に追加発送。全体像が不明との問い合わせが複数寄せられたため。依頼時に同封しなかった理由は「作者同士の生臭い確執を避けるため細かいことは教えないでおく」との編集世話人の判断だった。
- 12月2日 - 「短篇I」収録の川上宗薫、細田征矢子（細田民樹著作権者）承諾。同収録の有吉佐和子より「印税が払われないなら断る」との返事、のち承諾。「短篇II」収録の西原啓承諾。「戯曲」収録の別役実承諾。同収録のふじたあさや承諾、「良い機会なので手を加えたい。期限を教えて欲しい」。
- 12月3日 - 「短篇I」収録の桂芳久、越智道雄（「版権は冬樹社」）承諾。「戯曲」収録の田中千禾夫、宮本研（「版権は晶文社」）、堀田清美（「一部改訂を希望」）承諾。

堀田善衛承諾、「岩波書店の了承を取ってほしい。著作権料はみんなと同じでいい。津久井喜子による英語訳が進行中。解説を小中陽太郎君が書くようなら少し申したく、平野謙、栗原幸夫と少し違うものを書いてほしい」。
- 12月4日 - 佐多稲子承諾、「講談社文芸図書のO氏の了解を取ってほしい」。「短篇II」収録の小田勝造（「『同窓会は夏に』を希望」）、藤本仁、古浦千穂子、中山士朗承諾。同収録の亀沢深雪承諾、「「文学界」所収の『広島巡礼』に誤植。正したい」。「戯曲」収録の大橋喜一承諾、「版権はテアトロ社」。
- 12月6日 - 後藤みな子より断りの書状。「自分の鎮魂として書いた。もうしばらく沈めておきたい」。編集世話人の多くはあるていど予測していたようで「彼女の場合は、まあいいでしょう」と頷きあって了承した。

「短篇II」収録の小久保均承諾、「『夏の刻印』『生者の仕事』を希望」。
- 12月7日 - 林京子より電話。承諾の意向だが「講談社に3年間の版権が有るので第一出版局長のM氏に問い合わせて欲しい」。「短篇I」収録の石田耕治、文沢隆一、梶山季之の著作権者梶山美那江承諾。
- 12月8日 - 「短篇I」収録の岩崎清一郎承諾。
- 12月9日 - 中川一枝（大田洋子実妹）、「三一書房の意向を聞いてから返事する」。竹西寛子、「心臓疾患で療養中につき18日以降に会って答える」、のち承諾。
- 12月13日 - 第4回編集会議。大江健三郎が会議初参加。収録承諾状況の確認、一部の巻で加除を検討。印税は定価の一律5％、「アジア文学者ヒロシマ会議」の運営費援助として反核文学者の会に同2％相当額が支払われると明記し、著者・著作権者へあらためて送ることを正式決定。
- 12月14日 - 佃陽子（「短篇I」収録の佃実夫著作権者）承諾。金井満津子（金井利博著作権者）承諾。両者とも著作権者の所在確認に手間取り、郵送が遅れた。

### 版権交渉と全15巻の決定

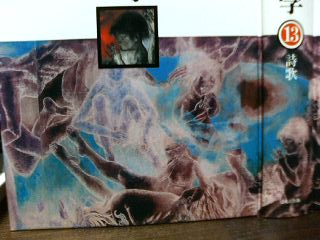
表紙のデザイン

- 12月8～9日 - 版権所有の出版社へ無償収録の願い状を発送。
- 12月中～下旬 - 晶文社、弥生書房、婦人民主クラブなど出版社、団体から次々と無償収録の承諾書届く。
- 12月21日 - 講談社、版権を主張しないことを「法を超えて了承する」。
- 12月22日 - 岩波書店、版権料として印税2％を要求。（どう対処したかの記録無し。）
- 1983年1月7日 - 三一書房、自社刊行直後の「大田洋子集」（1982年、全4巻）所収の『屍の街』について版権を主張し、収録応諾せず。1945年11月に書かれたルポルタージュ風の世界最初の原爆小説（出版は1948年）であり極めて重要な作品だった。
- 1月7～9日 - 担当編集長、広島・長崎に出張。現地編集世話人と打ち合わせ。編集世話人より長岡弘芳、伊藤成彦が同行。
- 1月11日 - 三省堂、金井利博の無償収録承諾。
- 1月13日 - 第5回編集会議。「大田洋子」の巻の対策として『屍の街』をはずした第2案を検討。生原稿のコピーも集められる。新潮社の件は17日に方針を出す（内容の記録無し）。全巻の解説者を決定、次週より依頼開始。
- 1月17日 - 図書印刷へ出稿開始。初回は「堀田善衛」、「短篇I」。
- 1月31日 - 第6回編集会議。（記録無し）
- 2月8日 - 「井伏鱒二」の巻の中止が決まる。広島の編集世話人から収録に異論が出たとの報告を聞く。これにより最終的に全15巻となる。ほるぷ、6月予約販売開始を決定。
- 2月9～14日 - 「大田洋子」の巻の『屍の街』の件で編集世話人は小田切秀雄に協力を依頼。小田切は三一書房刊「大田洋子集」編集委員の一人だった。
- 2月15日 - 小田切秀雄が三一書房社長に面会。三一書房は『屍の街』の無償収録をやむなく内諾した。
- 3月14日 - 第7回編集会議。「評論・エッセイ」の巻の一部を差し替え。全巻の構成が固まる。第14巻、第15巻、および個人集に収録した評論、エッセーの選択には長岡弘芳、黒古一夫の研究業績が大きく反映された。

また装丁には丸木位里・丸木俊作『原爆の図』第8部「救出」の部分を採用することが決まり、原画撮影のネガ版を使用してデザインされた。

### 採算ラインは7000セット
全15巻3000セット採算で計算するとほるぷの販売網にのせるには1冊単価7000円超、セット価格は10万円を超えた。当時、この価格帯での常識的なほるぷの販売見込数は1000セット以下だった。だが中森蒔人は常識を無視した決断を下した。採算ラインは7000セット、セット定価57,000円、1冊単価3800円。「これはほるぷグループの存在をかけて世に広めなければならない全集だ。だから高価であってはならない。」

### 刊行までのこと
- 5月11日 - ほるぷ出版、セット完成を7月10日、初刷り5000セット、奥付の刊記を8月6日と最終決定。
- 6月初め - 全国で約1000人の販売スタッフが予約販売に動き始めた。
- 6月17日～9月 - 反核文学者の会は販売促進の一環として全国10箇所で刊行記念文芸講演会を開催。
- 6月28日 - 見本として使用する「短篇I」完成。
- 7月初め - オフセット印刷の刷版用製版フィルム、全巻で青焼き点検終了（完全校了）。
- 7月13～14日頃 - 初刷り5000セット（採算ライン）が予約完売。ほるぷはすぐさま6000セットの増刷を決定。
- 7月27～31日 - 広島にて「アジア文学者ヒロシマ会議」が「アジアの平和と文学-「核」、貧困、抑圧からの解放を求めて-」を掲げて開催された。アジア、アフリカ、アラブはもとより世界中から文学者、反核・反戦運動家が参加し、報告と討論、被爆者との懇談会等ののちヒロシマ・アピールを採択した（31日は長崎訪問とレセプション）。会場には完成したばかりの「日本の原爆文学」全15巻が飾られた。

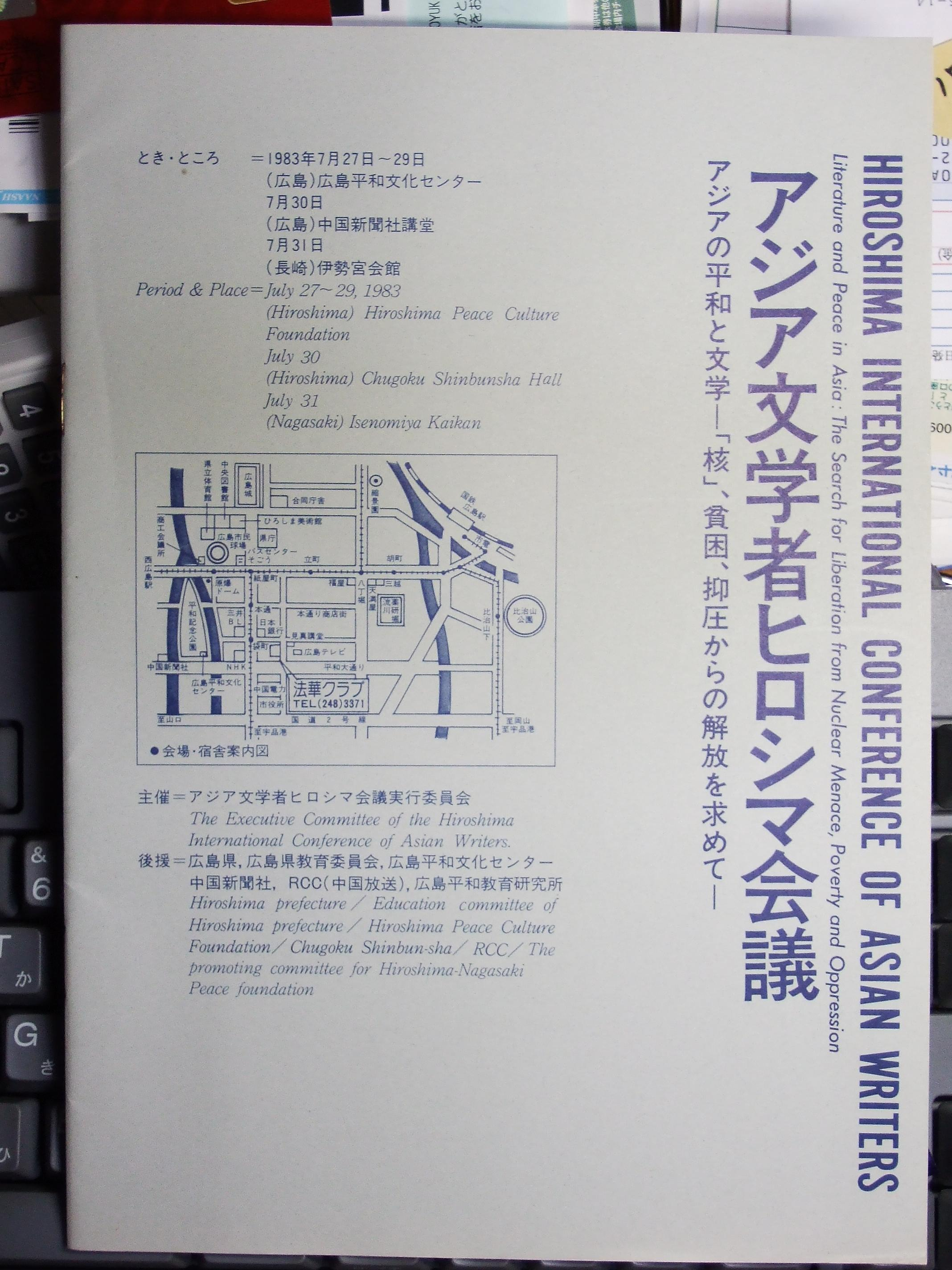
アジア文学者ヒロシマ会議・公式配布冊子

- 7月末～8月初め - 原爆忌直前に初刷り7000セットは発売記念特価54,000円で予約者に届いた。二刷は8月15日に完成し、年末までに1万セット以上が販売された。

## 編集作業中に発見された問題
編集方針は選択された作品を「そのまま収録する」ことだった。全15巻を原爆忌に間に合わせるには原稿を読み込んで明らかな誤植を訂正する時間しかないとの判断と、「既発表作品の集大成」であることからだった。それでもいくつかの問題が発見され、訂正された。大きな訂正箇所と参考となることのみ掲載する。

### 第2巻「大田洋子」
三一書房の「大田洋子集」（全4巻）と重なるのは『屍の街』のみ。『恋』『暴露の時間』『ほたる』『病葉』『輾転（てんてん）の旅』は「日本の原爆文学」のみの収録である。さらに大田洋子自身の評論を15作品、大田洋子論を10作品収録した。

### 第6巻「堀田善衛」
収録作品は長編『審判』（岩波書店、1963年）である。著者からは底本として筑摩書房版『堀田善衛全集』（1974-75年版）の第5巻でなく、当時最新刊の集英社文庫本（全2冊、1979年-1980年）が指示された。だが照合の結果、集英社版の誤植や筑摩書房版との差異が約30カ所発見された。重要な差異は当時バルセロナ在住の著者に手紙で確認された。大きな訂正箇所を上げておく。

#### 広島への原爆投下時刻の混乱
集英社版文庫本下巻P.29では「午前八時十五分」、同P.240では「午前九時四十五分」、筑摩書房版第5巻では「午前九時十五分」となっていた。著者自身なぜそうなったか判らないとのことで「午前八時十五分」で統一の指示が返った。

#### 集英社版文庫本上巻で抜けた部分、誤り
集英社版文庫本上巻P.85の15行目「すべてに遠近感も（実在感も）感じられ…」の（ ）の中が欠如し、著者の指示で復活した。
集英社版文庫本上巻P.140の「二万百八キロ」「二万八千三百三十四キロ」はメートルに正された。

#### 謡曲の題名と引用詞章が集英社版・筑摩書房版とも混乱
作品の最後のほうに謡曲の引用が数カ所ある。この謡曲は宝生流と観世流とで題名が違い、詞章も少し違う。集英社版と筑摩書房版の双方が以下のようにちぐはぐな状態であるのが発見された。
集英社版 - 題名は「安達ヶ原」（観世流の名称）、引用詞章は宝生流。
筑摩書房版 - 題名は「黒塚」（宝生流の名称）、引用詞章は観世流。
これは作中で謡曲を謡う祖母、郁子が金沢の出身であり、北陸は宝生流の盛んな土地であることから、著者確認のもと宝生流でそろえられた。

### 第13巻「詩歌」
詩、短歌、俳句、川柳の作者の合計は1300名を超え、収録作品数は4100近い膨大なものだった。
詩 - 約160名、203編
短歌 - 約350名、約2460首
俳句 -  740名、1322句
川柳 -  82名、100句
広島、長崎双方の被爆者による短歌・俳句の作品選定と収録承諾の確認は現地編集世話人が当たった。最大の誤りは原本の一つに使用した『日本原爆詩集』（1978年、太平出版社）での真壁仁の詩だった。詩が明らかに途中から変調しており、原典の『死の灰詩集』（現代詩人会編、1954年、宝文館）によって港野喜代子の詩「母の発言」が真壁仁の詩の最後にシームレスに繋がっていることが判明し、他にも途中で不自然にカットされたもの、大きな誤植のあるものがあり、いずれも正された。
他の注目点は詩の「初出年月」だった。詩本文の誤りの多さから念のため他の巻ではしなかった著者校を郵送で行った。結果、思いのほか訂正が送られてきた。日本近代文学館の書庫の詩集等で記載以前の収録を発見し初出を訂正した作品もいくつかあった。
安東次男から詩のト書きの広島への原爆投下時間について「九時十五分」はそのままとの回答があった。
山本太郎は3月の反核文学者の会で発表したばかりの詩にさっそく手を入れた。
栗原貞子は「生ましめんかな」の詩を手書き原稿で送ってきた。
短歌も著者校を行ったが、自身の歌と確認できないため削除の申し出、別の歌との差し替え希望が複数寄せられた。
また、詩は著名な詩人が中心だったが、短歌、俳句、川柳は一般の人々が中心となった。

## 周辺の記録

### 印税の支払い
短歌3首の印税は11,000セットでもわずか117.5円だった。連絡のつく著者のほぼ全員から原稿料の辞退の声が寄せられていたが、社員の提案で感謝の手紙とともに当時発売された60円の郵便記念切手「鳥シリーズ」第1号の「ヤンバルクイナ」が2枚送られた。
林京子は印税736,969円の半額を長崎市原爆被爆者基金へ寄付し、残りの半額を反核文学者の会の運動に役立ててほしいと連絡してきた。当時のほるぷ内部の配布文書にその際の林の一文が掲載されている。
「『日本の原爆文学』は文学者たちの切迫した核兵器廃絶の希い、平和への希求から生まれたもの。その印税を九死に一生を得た被爆者の立場から、少しでも、お役に立てる使い方ができればと寄付を思いたった」（掲載のまま）

### 編集世話人の協力

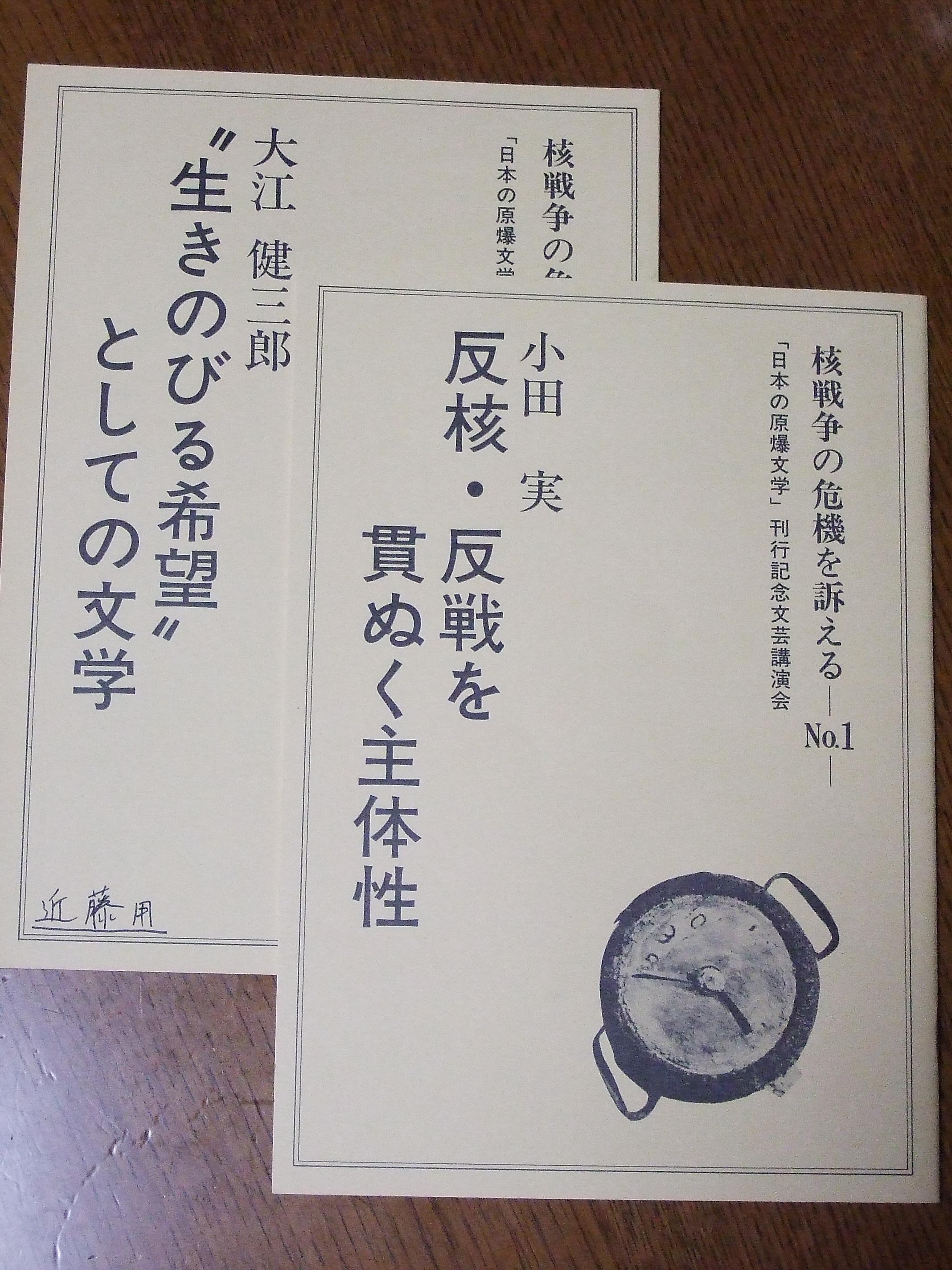
大江・小田の小冊子

大江健三郎、小田実をはじめ編集世話人はこの企画によってほるぷグループ、ほるぷ出版を危機に陥らせてはならぬとさまざまに活動した。その一つが7月16日、東京の日本教育会館で開かれた刊行記念文芸講演会であり、それは以下の小冊子となった。
大江健三郎  『「生きのびる希望」としての文学』
小田 実  『反核・反戦を貫ぬく主体性』